# Kazimierski Park Krajobrazowy
Der Landschaftsschutzpark Kazimierz (Kazimierski Park Krajobrazowy) ist ein Naturschutzgebiet der Kategorie Landschaftsschutzpark in der Woiwodschaft Lublin, Polen. 
Namensgebend ist die Kleinstadt Kazimierz Dolny, die durch ihre Renaissancebauwerke bekannt wurde und jährlich Besuche von 1,5 Millionen Touristen zählt. Der Park liegt auf dem Gebiet verschiedener Gemeinden im Powiat Puławski und Powiat Opolski. Die Verwaltung des Parks befindet sich in der Stadt Lubartów.
Der Landschaftsschutzpark wurde am 27. April 1979 gegründet, er hat seit einer Erweiterung eine Fläche von 149,74 km² und eine Pufferzone von 246,44 km². Die Region Kazimierz Dolny-Janowiec-Nałęczów stand 1993–1996 auf der Tentativliste des Welterbes in Polen.
Im Park liegen zwei Naturreservate. Ein Reservat umfasst die 62,3 Hektar große Krowia Wyspa (Kuhinsel) in der Weichsel. Sie schützt ein Brutgebiet für Austernfischer, Sand- und Flussregenpfeifer, Kiebitze, Steppen-, Schwarzkopf- und Sturmmöwen, Fluss- und Zwergseeschwalben.
Ein zweites Naturreservat ist das 39,7 Hektar große Skarpa Dobrsk. In diesem Tal im Süden von Kazimierz Dolny sind neben geologischen Formationen auch seltene Pflanzen und Tiere zu beobachten. Es ist beispielsweise ein Rückzugsraum für den Bioindikator und Kulturflüchter Fetthennen-Bläuling, der in Deutschland auf der Roten Liste gefährdeter Arten steht.
Zur Tierwelt des Parks gehört auch die europäische Sumpfschildkröte, die im Tal der Plewka zu finden ist. Das Umland von Kazimierz Dolny ist reich an Lösshohlwegen.

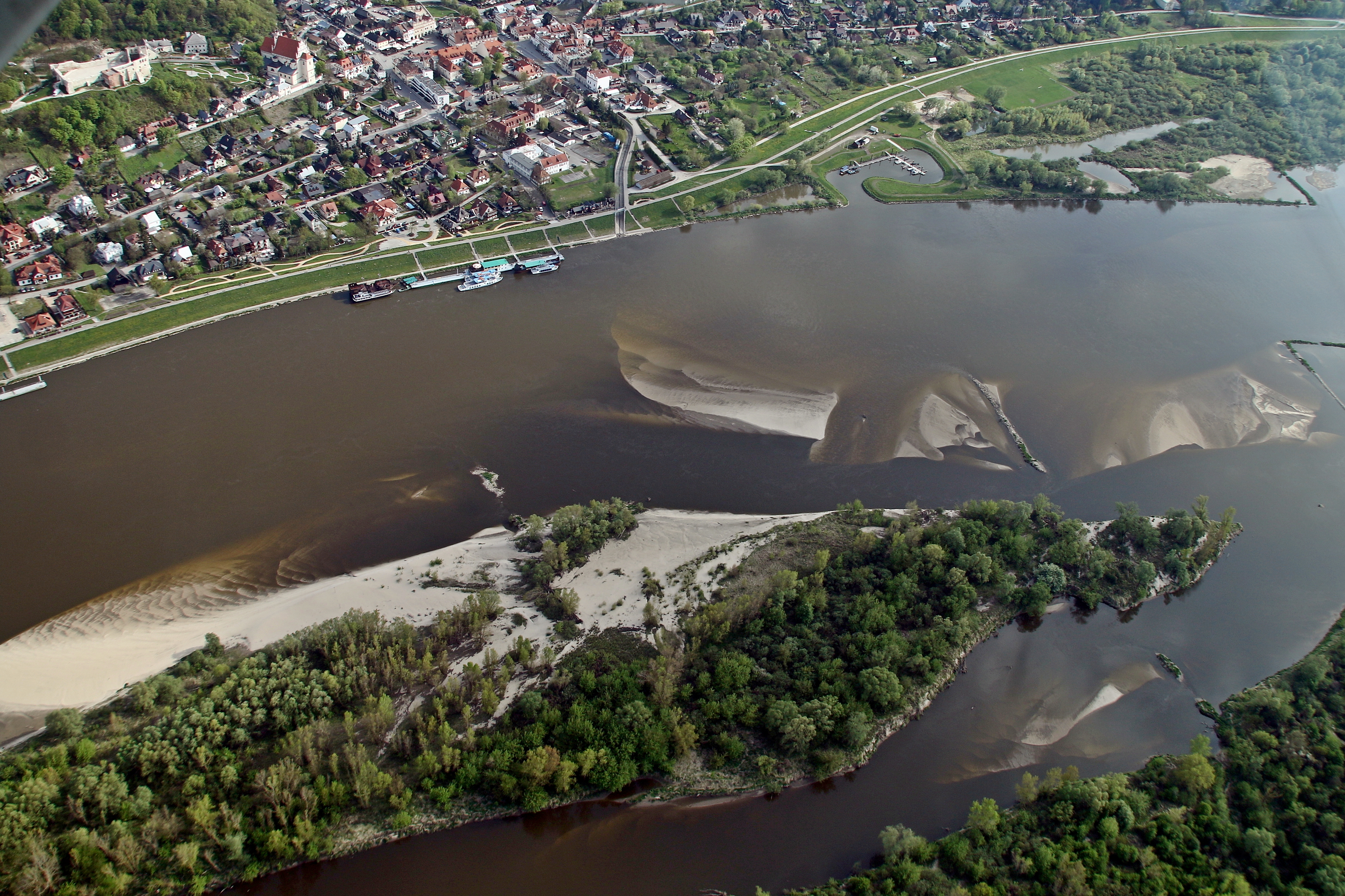
Insel in der Weichsel
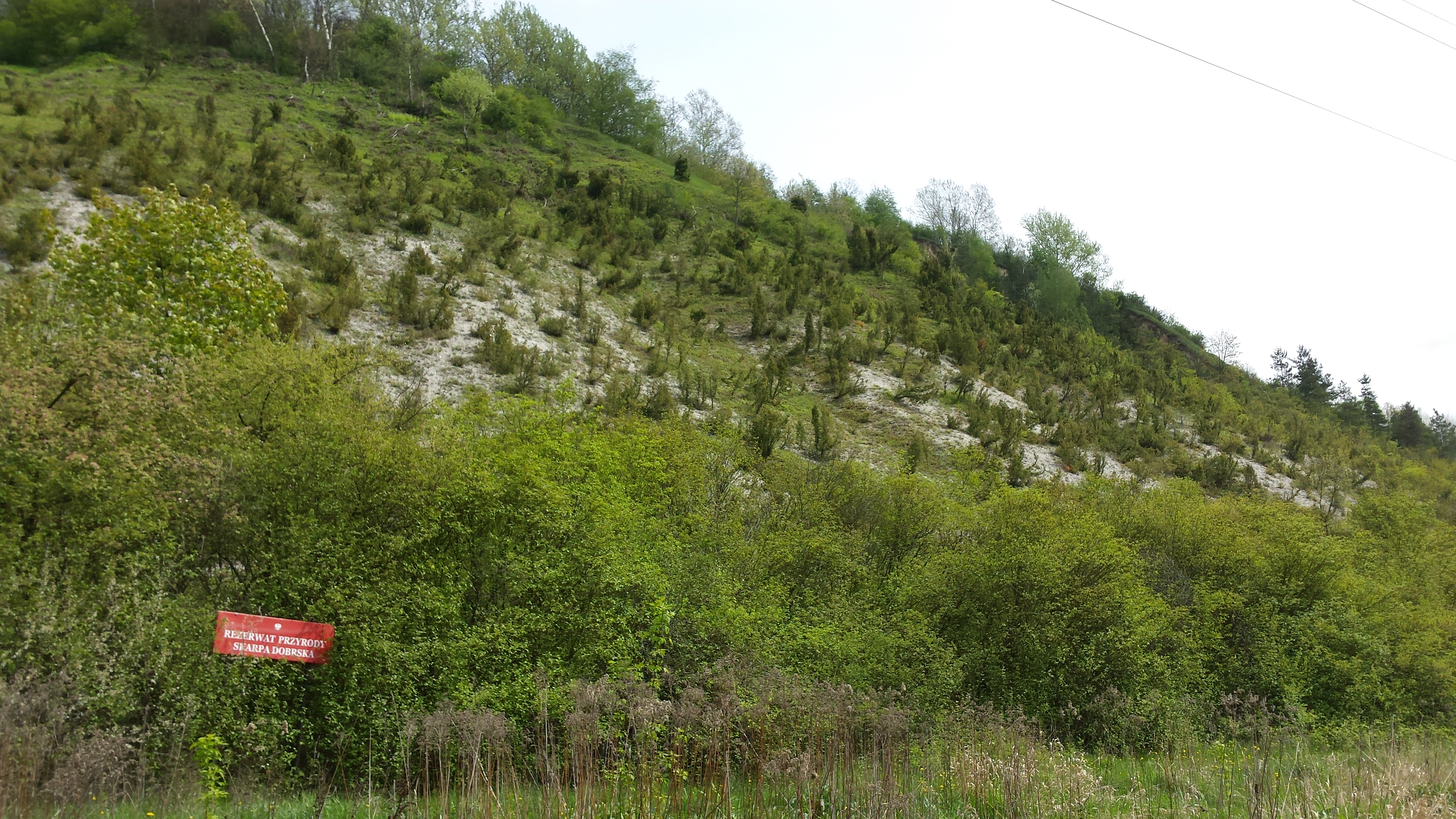
Skarpa Dobrsk
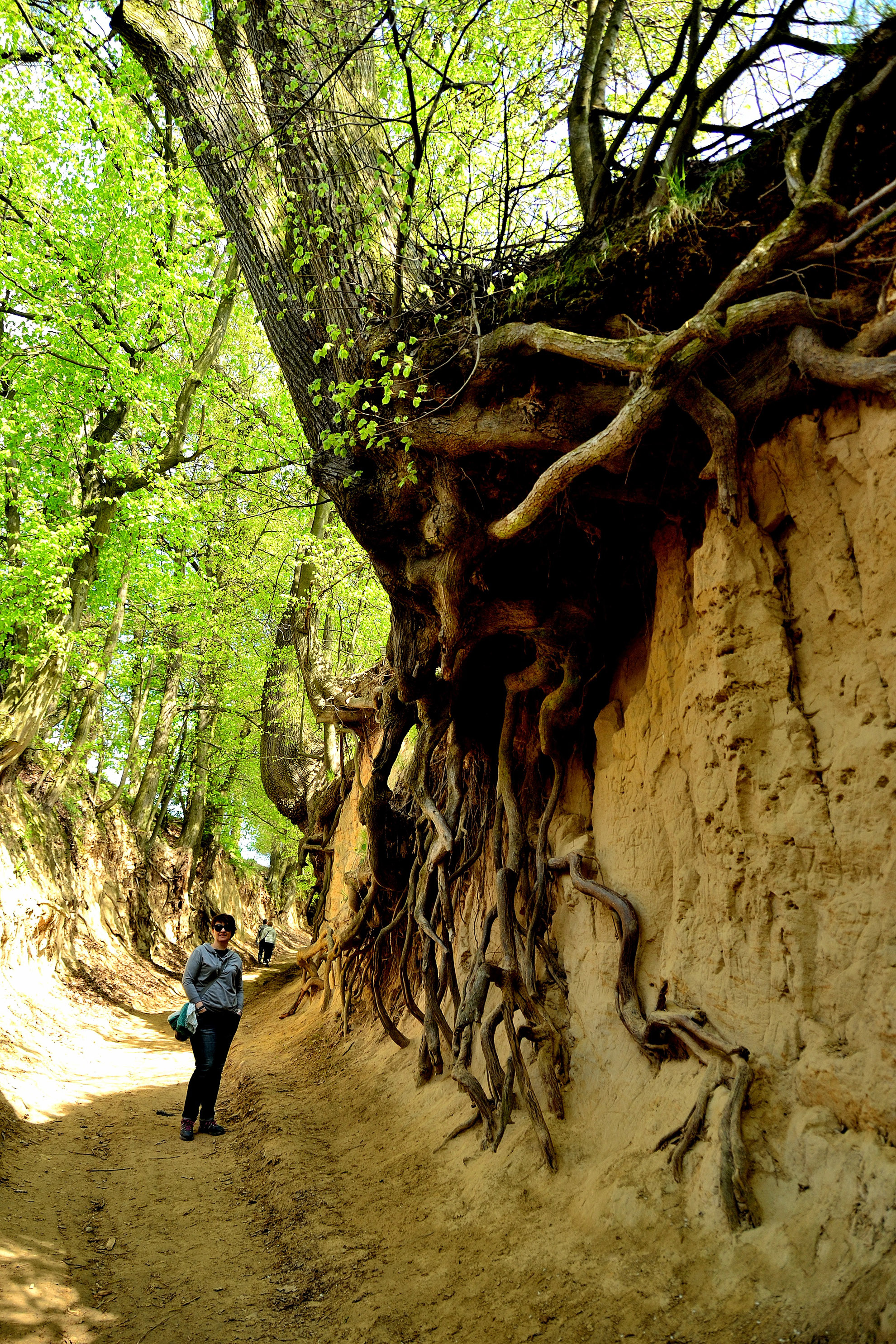
Hohlweg „Tal der Wurzeln“ im Löss
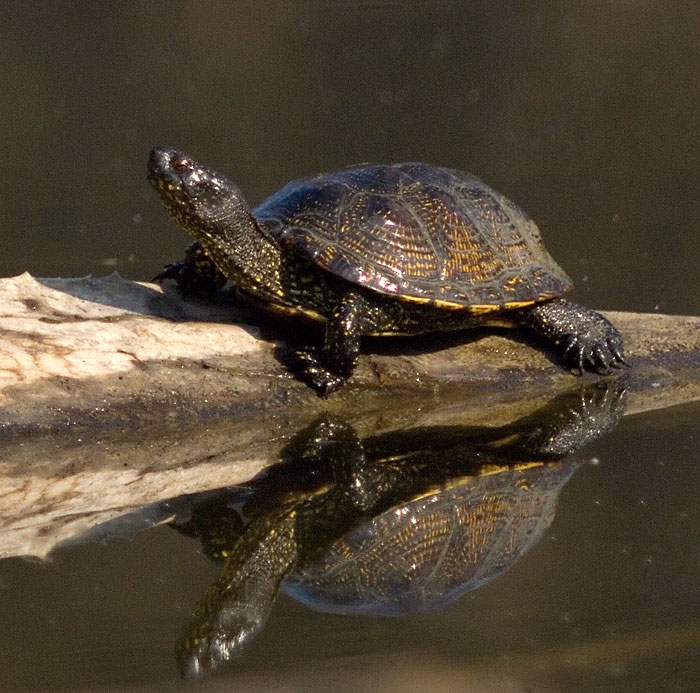
Europäische Sumpfschildkröte